# Thakhek
Thakhek est une ville du Laos, capitale de la province de Khammouane. Située au bord du Mékong, en face de la ville thaïlandaise de Nakhon Phanom, elle compte environ 40 000 habitants.
Thakhek est relié à la Thaïlande par le troisième pont de l'amitié lao-thaïlandaise, inauguré le 11 novembre 2011,. Situé à 13 km du centre-ville, le pont de 1 423 mètres de long comporte deux voies routières de 3,5 m de large et 2 pistes piétonnes de 1,25 m. Elle est reliée au reste du Laos par la route nationale 13, qui passe légèrement à l'est de la ville.

## Histoire
En cinq séries d'exécutions entre mars et août 1945, l'armée japonaise y a exécuté 56 civils français, hommes, femmes et enfants, dont on retrouve notamment les pierres tombales dans le carré militaire du cimetière de Poissy.
Thakhek aurait été le théâtre d'un massacre commis par l'armée française le 21 mars 1946 : Après la reprise de la ville sur les combattants communistes du Pathet Lao, appuyés par le Vietminh, les troupes françaises auraient massacré entre 1 500 et 3 000 civils (selon les sources laotiennes), principalement vietnamiens, dont une partie aurait été jetée dans un puits.

## Démographie
Thakhek compte 38 388 habitants en 2015.

## Lieux et monuments
La ville possède plusieurs maisons et édifices datant de l'époque de la colonisation française, comme la petite cathédrale Saint-Louis, de l'époque du vicariat apostolique du Laos.

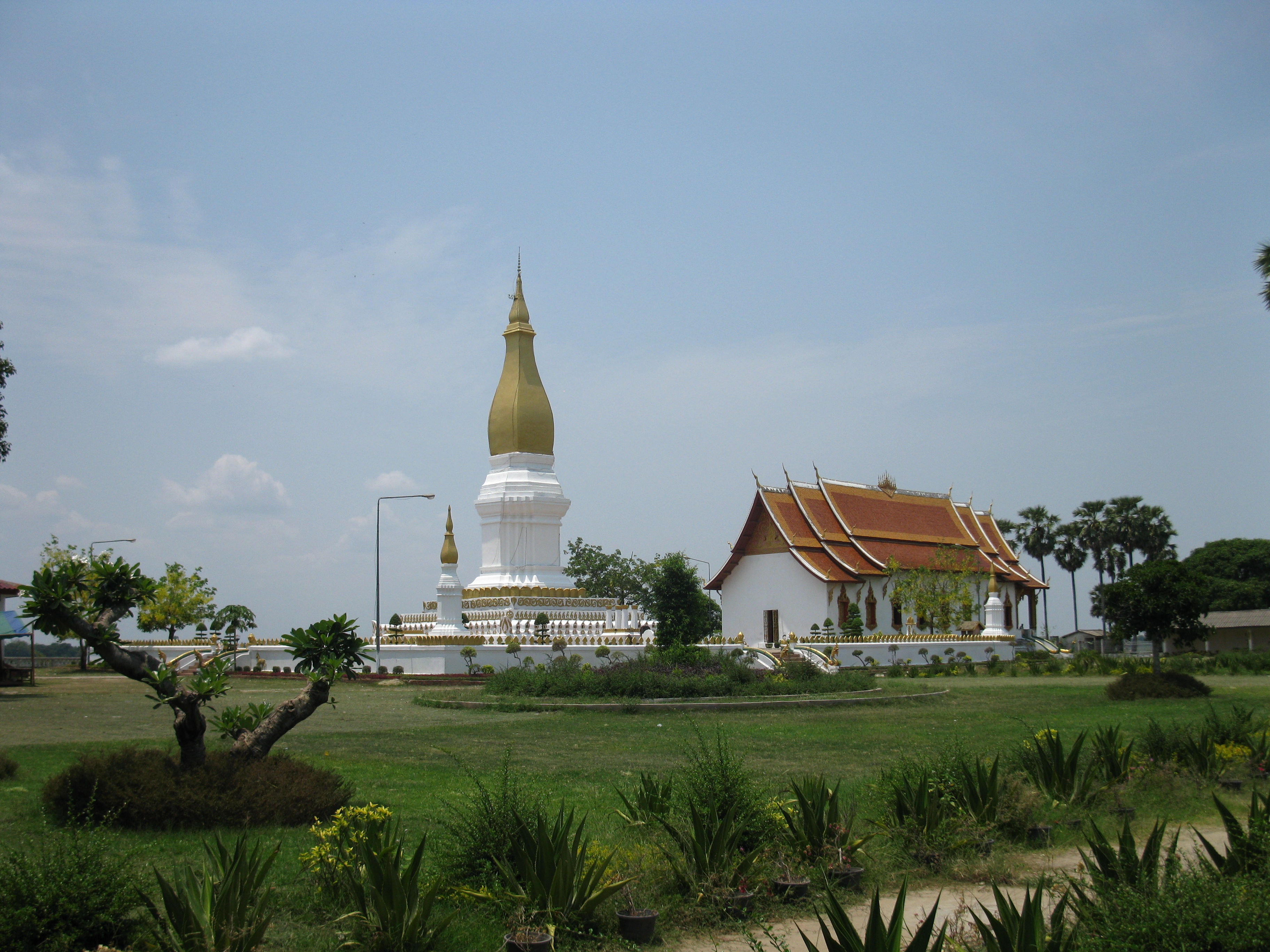
Le Vat Sikhottabong, situé au sud de la ville

Le Vat Sikhottabong, situé au bord du Mékong six kilomètres au sud de la ville, abrite un stūpa de 30 m de haut datant du début du XIXe siècle.

## Littérature
Thakhek figure sous le nom de « Takvane » dans le premier roman de l'écrivain français Jean Hougron, Tu récolteras la tempête, paru en 1950.